# Cos d'Exèrcit del Maestrat
El Cos d'Exèrcit del Maestrat fou una unitat militar que va participar de la Guerra Civil Espanyola en el bàndol nacional. Va ser creat el 25 d'agost de 1938. El seu comandant en cap era el general de brigada d'Infanteria Rafael García-Valiño Marcén. Va participar en les ofensives d'Aragó, Ebre i Catalunya.

## Historial d'Operacions
Els seus orígens s'han de trobar en la denominada Agrupació d'Enllaç del general García Valiño, una barreja d'unitats que varen tenir un paper important a l'Ofensiva de Llevant. Aquesta agrupació va col·laborar amb el Cos d'Exèrcit de Galícia del General Aranda, el Cos d'Exèrcit de Castella del General Varela i el Cos d'Exèrcit de Navarra del General Solchaga, amb la missió de creuar el Maestrat i arribar a València. Això no obstant, García Valiño va ser detingut a la rodalia de Castelló de la Plana per les tropes republicanes de Gustavo Durán i Menéndez López.
Després del seu fracàs a Llevant, les tropes de García Valiño (reconvertides en el Cos d'Exèrcit del Maestrat) varen ser enviades a participar en la Front de l'Ebre per fer front a l'ofensiva republicana del Coronel Modesto. El 3 de setembre, juntament amb les tropes del Cos d'Exèrcit Marroquí del General Yagüe, llencen un contraatac per avançar uns quants quilòmetres amb un gran nombre de baixes i ferits. Tot i això, poden aixecar el setge republicà sobre Gandesa que es mantenia des del mes de juliol i tornar a controlar la localitat de Corbera que ha quedat reduïda a runes. A començaments de novembre va tenir lloc la darrera i definitiva contraofensiva: després d'una llarga i sagnant lluita obliguen a que les tropes de l'Exèrcit Popular republicà a creuar novament el riu Ebre de retorn a les seves posicions inicials. Al desembre de 1938 participa en el trencament del Front del Segre i més endavant en l'Ofensiva de Catalunya arribant fins a la frontera francesa. En el mes de març va participar en l'Ofensiva final, que els durà fins a Ciudad Real i el final de la guerra.

## Cos d'Exèrcit del Maestrat
El Cos d'Exèrcit del Maestrat estava dividit en les següents unitats:
- La 1a Divisió de Navarra
- La 74a Divisió la Leona
- La 82a Divisió
- La 84a Divisió
- La 13a Divisió